# Enoploctenus maculipes
Enoploctenus maculipes is een spinnensoort in de taxonomische indeling van de kamspinnen (Ctenidae).
Het dier behoort tot het geslacht Enoploctenus. De wetenschappelijke naam van de soort werd voor het eerst geldig gepubliceerd in 1909 door Embrik Strand.